# Syzygium occlusum
Syzygium occlusum är en myrtenväxtart som beskrevs av Friedrich Anton Wilhelm Miquel. Syzygium occlusum ingår i släktet Syzygium och familjen myrtenväxter. Inga underarter finns listade i Catalogue of Life.